# Вадский район
Ва́дский райо́н— административно-территориальное образование (район) в Нижегородской области России. В рамках организации местного самоуправления ему соответствует Вадский муниципальный округ (с 2004 до 2020 гг. — муниципальный район).
Административный центр — село Вад.

## География
Ва́дский райо́н граничит с Арзамасским, Шатковским, Дальнеконстантиновским районами и Перевозским городским округом. Общая длина границ 167 километров. Протяжённость с юга на север — 41 километр, с запада на восток — 30 километров.
Территория Вадского района относится к зоне с умеренно континентальным климатом, для которой характерны продолжительная холодная, снежная зима и сравнительно недолгое жаркое лето. По агроклиматическому районированию Нижегородской области территория района относится к четвёртому агроклиматическому району — умеренно тёплому, умеренно влажному. Гидротермический коэффициент равен 1,2.
Расстояние от района до областного центра 110 километров. Район разделён на 10 административных единиц, которые включают 46 населённых пунктов.
Площадь района — 742,7 км².
Земельные ресурсы
Район расположен в малолесной части области. Наблюдаются подзолистые, дерново-подзолистые, лесостепные, чернозёмные, дерново-луговые и болотные почвы. В целом преобладают почвы средне-суглинистого состава. Наиболее распространёнными почвообразующими породами являются покровные и лесовидные суглинки.
Минеральные ресурсы
На границе Вадского, Перевозского и Шатковского районов находится Смирновское месторождение карбонатных пород для строительного щебня. Общие разведанные запасы на 1 января 1995 составляют 136 000 000 м3. По качественным показателям сырьё пригодно для производства строительного щебня марок по прочности «600»—"800" в ограниченном объёме марки «1000». Щебень может быть использован во всех видах строительных изделий, кроме гидротехнических бетонов. Объём щебня с маркой более «600» составляет 69 млн м.3 из общих запасов по месторождению. Попутно из карбонатного сырья можно производить бутовый камень, щебень с маркой по прочности «200»—"400", минеральный порошок для асфальтно-бетонных смесей, доломитовую муку. Кроме того, в недрах имеются песчаные месторождения и месторождения глины, из которой в настоящее время производят красный кирпич.
Лесные ресурсы
Общая площадь лесов в районе 11 001 гектар, в том числе государственный фонд — 4 960 гектар, сельхозкооперативов — 5 742, леса сельских администраций — 33, леса в детских лагерях отдыха — 65.
Лесистость района — 14,8 %.
В Вадском лесничестве запасы древесины составляют 50 300 м3, из них: ель — 1 400 м3, лиственница — 500 м3, дуб — 7 900 м3, липа — 300 м3, берёза — 12 400 м3, осина — 13 300 м3.
Водные ресурсы
По территории района протекают реки Серёжа, Вадок, Ватьма и Пьяна.
Крупнейшим водным бассейном района является озеро Вадское (Мордовское), находящееся в селе Вад. Площадь его зеркала, после постройки в 1964 году капитальной плотины составляет 56 гектар.
Озеро Вадское — уникальное карстовое озеро, имеющее своеобразный гидрологический режим. Озеро питается мощными восходящими карстовыми источниками, из «воклины» (глубоких провалов) интенсивно бьёт струя воды. Зимой вода над воклинами не замерзает. Сильный напор струи подземной воды создаёт впечатление выпуклой линзы над поверхностью озера. Интенсивное течение распространяется от воклины на расстояние 15-20 метров и чётко прослеживается граница между прозрачной водой из карстовой воронки и мутноватой с растительными остатками водой озера. Озеро связано сетью подземных каналов с соседними более мелкими карстовыми озёрами и подземными источниками.

## История
Вадский район образован 10 июня 1929 года. В давние времена был заселён мордовскими племенами. Сохранилось много названий населённых пунктов и местностей на эрзянском языке. Длительное время Мордва проживала близ Вадского озера, до сих пор, среди местного населения, одна из улиц на берегу озера называется деревней Мордовской. Официально она давно потеряла статус деревни и ныне именуется улицей Заозёрной.
Названия района и его центра произошло от мордовского слова Вать — вода. По другой легенде наименование села произошло от названия болотистой местности по берегам реки Вадка (остающейся после весеннего половодья) — адское, гиблое место.
Колонизация мордовских земель, полная драматических событий, началась в XIV веке и продолжалась не одну сотню лет. При вторжении в XIII веке татаро-монгольских полчищ на Русь, мордва, притесняемая русскими князьями, встала на сторону татар.
С развитием капиталистических отношений более успешно стали развиваться кустарное производство и промыслы, как подсобные занятия к основному — земледелию. Так, канатно-прядильный промысел на Ваду возник 200—250 лет назад. Расширяются во второй половине XIX века посевы конопли и льна, идёт расцвет этого промысла: но к концу XIX века он приходит в упадок.

## Население
| 1939    | 1959    | 1970    | 1979    | 1989    | 2002    | 2008    | 2009    | 2010    |
| ------- | ------- | ------- | ------- | ------- | ------- | ------- | ------- | ------- |
| 32 999  | ↘21 788 | ↘16 532 | ↘15 263 | ↗15 365 | ↗16 442 | ↘15 359 | ↘15 164 | ↗15 626 |
| 2011    | 2012    | 2013    | 2014    | 2015    | 2016    | 2017    | 2018    | 2019    |
| ↘15 579 | ↘15 300 | ↘15 016 | ↘14 882 | ↘14 681 | ↘14 609 | ↘14 452 | ↘14 276 | ↘13 978 |
| 2020    | 2021    |         |         |         |         |         |         |         |
| ↘13 922 | ↘13 604 |         |         |         |         |         |         |         |

### Национальный состав
Русские, мордва, чуваши, украинцы, армяне, езиды.

## Административно-муниципальное устройство
В Вадский район, в рамках административно-территориального устройства области, входят 6 административно-территориальных образований — 6 сельсоветов.
| № | Административно- территориальное (муниципальное) образование | Административный центр | Количество населённых пунктов | Население (чел.) | Площадь (км²) |
| - | ------------------------------------------------------------ | ---------------------- | ----------------------------- | ---------------- | ------------- |
| 1 | Вадский сельсовет                                            | село Вад               | 6                             | ↗6778            | 85,25         |
| 2 | Дубенский сельсовет                                          | село Дубенское         | 8                             | ↘1163            | 165,20        |
| 3 | Круто-Майданский сельсовет                                   | село Крутой Майдан     | 10                            | ↘1603            | 201,52        |
| 4 | Лопатинский сельсовет                                        | село Лопатино          | 7                             | ↘2148            | 55,44         |
| 5 | Новомирский сельсовет                                        | посёлок Новый Мир      | 7                             | ↘1264            | 128,10        |
| 6 | Стрельский сельсовет                                         | село Стрелка           | 8                             | ↗966             | 107,19        |

Первоначально на территории Вадского района к 2004 году выделялись 11 сельсоветов. В рамках организации местного самоуправления в 2004—2009 гг. в существовавший в этот период Вадский муниципальный район входили соответственно 6 муниципальных образований со статусом сельских поселений.
В 2009 году были упразднены следующие сельсоветы: Анненковский (включён в Лопатинский сельсовет), Петлинский (включён в Дубенский сельсовет), Елховский и Зеленогорский (включены в Круто-Майданский сельсовет), Умайский (включён в Новомирский сельсовет).
В мае 2020 года муниципальный район и все входившие в его состав поселения были упразднены и объединены в Вадский муниципальный округ.

## Населённые пункты
В Вадском районе 46 населённых пунктов (все — сельские).
| №  | Населённый пункт     | Тип             | Население | Административно- территориальное (муниципальное) образование |
| -- | -------------------- | --------------- | --------- | ------------------------------------------------------------ |
| 1  | Анненковский Карьер  | посёлок         | ↘1634     | Лопатинский сельсовет                                        |
| 2  | Болтино              | деревня         | ↗223      | Вадский сельсовет                                            |
| 3  | Борисово Поле        | село            | ↘42       | Круто-Майданский сельсовет                                   |
| 4  | Борьба               | посёлок         | →0        | Стрельский сельсовет                                         |
| 5  | Букалей              | село            | ↘5        | Стрельский сельсовет                                         |
| 6  | Вад                  | село            | ↘6676     | Вадский сельсовет                                            |
| 7  | Вадок                | посёлок станции | ↘6        | Лопатинский сельсовет                                        |
| 8  | Вазьян               | село            | ↗13       | Дубенский сельсовет                                          |
| 9  | Гари                 | село            | ↘10       | Дубенский сельсовет                                          |
| 10 | Досадино             | деревня         | ↘10       | Лопатинский сельсовет                                        |
| 11 | Дубенское            | село            | ↘694      | Дубенский сельсовет                                          |
| 12 | Елховка              | село            | ↘411      | Круто-Майданский сельсовет                                   |
| 13 | Завод                | деревня         | →0        | Дубенский сельсовет                                          |
| 14 | Зелёные Горы         | село            | ↘390      | Круто-Майданский сельсовет                                   |
| 15 | Ивановка             | деревня         | →0        | Дубенский сельсовет                                          |
| 16 | Ивашкино             | село            | ↗212      | Вадский сельсовет                                            |
| 17 | Костино              | деревня         | ↘4        | Круто-Майданский сельсовет                                   |
| 18 | Крутой Майдан        | село            | ↘807      | Круто-Майданский сельсовет                                   |
| 19 | Лопатино             | село            | ↘604      | Лопатинский сельсовет                                        |
| 20 | Меленино             | село            | ↘12       | Новомирский сельсовет                                        |
| 21 | Мигалиха             | деревня         | ↘28       | Круто-Майданский сельсовет                                   |
| 22 | Новосёлки            | деревня         | ↘26       | Круто-Майданский сельсовет                                   |
| 23 | Новый Мир            | посёлок         | ↗737      | Новомирский сельсовет                                        |
| 24 | Орел                 | деревня         | ↘0        | Стрельский сельсовет                                         |
| 25 | Петлино              | село            | ↘453      | Дубенский сельсовет                                          |
| 26 | Поляны               | деревня         | ↘10       | Новомирский сельсовет                                        |
| 27 | Порецкое             | деревня         | ↗26       | Новомирский сельсовет                                        |
| 28 | Равенство            | посёлок         | ↘29       | Новомирский сельсовет                                        |
| 29 | Раздолье             | деревня         | →0        | Стрельский сельсовет                                         |
| 30 | Рахманово            | деревня         | ↘39       | Лопатинский сельсовет                                        |
| 31 | Ровный               | посёлок         | →0        | Стрельский сельсовет                                         |
| 32 | Салалей              | село            | ↘27       | Круто-Майданский сельсовет                                   |
| 33 | санатория Бобыльский | посёлок         | →97       | Вадский сельсовет                                            |
| 34 | Свобода              | село            | ↘220      | Круто-Майданский сельсовет                                   |
| 35 | Сосновка             | деревня         | ↘47       | Лопатинский сельсовет                                        |
| 36 | Стрелка              | село            | ↗706      | Стрельский сельсовет                                         |
| 37 | Троицкое 1-е         | село            | ↘127      | Вадский сельсовет                                            |
| 38 | Троицкое 2-е         | село            | ↗88       | Вадский сельсовет                                            |
| 39 | Умай                 | село            | ↘636      | Новомирский сельсовет                                        |
| 40 | Холостой Майдан      | село            | ↘161      | Дубенский сельсовет                                          |
| 41 | Чегодаевка           | деревня         | ↘16       | Круто-Майданский сельсовет                                   |
| 42 | Чёрная Захарьевка    | деревня         | ↘0        | Лопатинский сельсовет                                        |
| 43 | Чувахлей             | деревня         | ↗10       | Стрельский сельсовет                                         |
| 44 | Шадрино              | село            | ↘7        | Новомирский сельсовет                                        |
| 45 | Щедровка             | село            | ↗353      | Стрельский сельсовет                                         |
| 46 | Яблонка              | село            | ↘8        | Дубенский сельсовет                                          |

## Экономика района
Промышленность
| Предприятие          | Численность работающих | Стоимость ОПФ | Прибыль (доход) |
| -------------------- | ---------------------- | ------------- | --------------- |
| ОАО «Радуга»         | 126                    | 3117          | −491            |
| МУП «Рассвет»        | 65                     | 2495          | 683             |
| МУП «Полиграфист»    | 7                      | —             | 34              |
| ОАО «Сельхозтехника» | 20                     | 6130          | −193            |

Сельское хозяйство
Вадский район преимущественно сельскохозяйственный, на землях которого расположены девять сельскохозяйственных кооперативов и три совхоза, одно акционерное общество. Хозяйства занимаются выращиванием растениеводческой и животноводческой продукции, её переработкой. В водоёмах совхоза «Вадский» выращивают посадочный материал для разведения рыбы и товарную рыбу (карп). ОАО «Родина» занимается переработкой молока.
| Предприятие                  | Виды с/х продукции    | Объём производства, ц | Прибыль (доход) тыс. руб. |
| ---------------------------- | --------------------- | --------------------- | ------------------------- |
| ОАО «Родина»                 | Мясо молоко зерно     | 708 10360 25487       | 1269                      |
| СХП «Стрельское»             | Мясо молоко зерно     | 567 10530 24998       | −1156                     |
| СХП «Свободинское»           | Мясо молоко зерно     | 481 4810 7270         | −843                      |
| СХП «Прогресс»               | Мясо молоко зерно     | 908 9511 30546        | 922                       |
| ОАО «Агрокомплекс „Вадский“» | Мясо молоко зерно     | 3662 43515 131830     | −729                      |
| СХП «Зелегорский»            | Мясо молоко зерно     | 407 8703 17201        | 357                       |
| СХП «Новый Мир»              | Мясо молоко зерно     | 2380 20241 68457      | 2659                      |
| СПК «Дубенское»              | Мясо молоко зерно     | 2249 22607 62320      | 5947                      |
| СХП «Новый Путь»             | Мясо молоко зерно     | 1791 16317 29411      | 1418                      |
| ООО «Заря»                   | Мясо молоко зерно     | 316 8255 20367        | −1211                     |
| Совхоз «Вадский»             | Годовик товарная рыба | 3 25                  | −32                       |

Транспорт
Район занимает выгодное транспортное положение. По его территории проходит Горьковская железная дорога, расположены железнодорожные станции Бобыльская, станция Вадок. С областным центром и городом Арзамасом, Вад связывают автомобильные дороги. Протяжённость автодорог с твердым покрытием 227 км.
Перевозками пассажиров занимается Вадское пассажирское автотранспортное предприятие, грузовые перевозки осуществляет АООТ «Анненковское», которое в данный период входит в ОАО «Строитель» МСО-2.

## Социальная сфера
| Наименование, номер и тип учреждения        | Местонахождение                                                |
| ------------------------------------------- | -------------------------------------------------------------- |
| МБДОУ «Солнышко»                            | 606380, с. Вад, ул. Полевая, дом 3                             |
| МБДОУ «Ромашка»                             | 606380, с. Вад, улица Полевая, дом 16                          |
| Карьерское ДОУ «Рябинушка»                  | 606396, п. Анненковский Карьер, улица Новая, дом 2а            |
| Елховское ДОУ «Чебурашка»                   | 606385, село Елховка, улица Школьная, дом 7                    |
| Крутомайданское ДОУ «Колокольчик»           | 606383, село Крутой Майдан, улица Микрорайон, дом 7            |
| Новомирское ДОУ «Берёзка»                   | 606394, село Новый Мир, ул. Школьная, дом 5                    |
| Свободинское ДОУ «Светлячок»                | 606384, село Свобода, улица Молодёжная, дом 1                  |
| Лопатинское ДОУ «Синяя птица»               | 606387, село Лопатино, улица Лопатинская, дом 140а             |
| Стрельское ДОУ «Сказка»                     | 606382, село Стрелка, улица Микрорайон, дом 9                  |
| Дубенское ДОУ «Светлячок»                   | 606393, село Дубенское, улица Новая, дом 15                    |
| Умайское ДОУ «Буратино»                     | 606395, село Умаи, улица Молодёжная, дом 8                     |
| Зеленогорское ДОУ «Дюймовочка»              | 606384, село Зелёные Горы, улица Садовая, дом 21               |
| Петлянское ДОУ «Светлячок»                  | 606391, село Петлино, улица Микрорайон, дом 9-а                |
| МБДОУ «Щедровский детский сад»              | 606380, село Щедровка, ул. Микрорайон, дом 8                   |
| Вадская НОШ                                 | 606380, село Вад, ул. Школьная, дом 4                          |
| Майская НОШ                                 | 606387, село Холостой Майдан, ул. Майская, дом 71              |
| Троицкая НОШ                                | 606380, село Троицкое—1, ул. Троицкая, дом 8                   |
| Елховская СОШ                               | 606385, село Елховка, улица Школьная, дом 9                    |
| Умайская ООШ                                | 606395, село Умаи улица Молодёжная, дом 7                      |
| Лопатинская СОШ                             | 606387, село Лопатино, Лопатинская ул., дом 141б               |
|                                             |                                                                |
| Новомирская ООШ                             | 606394, посёлок Новый Мир, улица Школьная, дом 4               |
| Свободинская ООШ                            | 606384, село Свобода, улица Молодёжная, дом 1                  |
| Петлинская ООШ                              | 606391, село Петлино, ул Школьная, дом 18а                     |
| Стрельская ООШ                              | 606382, село Стрелка, улица Пешелань, дом 33а                  |
| Вадская СОШ                                 | 606380, село Вад, улица Просвещения, дом 33                    |
| Крутомайданская СОШ                         | 606383, село Крутой Майдан, улица Микрорайон, дом 7            |
| Карьерская СОШ                              | 606396, посёлок Анненковский карьер, улица Центральная, дом 2  |
| МАОУ «Дубенская ООШ»                        | 606393, село Дубенское, улица Воронцовская, дом 8              |
| Зеленогорская СОШ                           | 606384, село Зелёные Горы, улица Зеленогорская, дом 8          |
| Анненковская В(С)ОШ                         | 606396, посёлок Анненковский Карьер, улица Центральная, дом 16 |
| Вадский детский дом                         | 606380, село Вад, улица Почтовая, дом 8                        |
| Вадский детско—юношеский клуб физподготовки | 606380, село Вад, улица 50 лет Октября, дом 16                 |
| Вадский дом детского творчества             | 606380, село Вад, ул 1 Мая, дом 43                             |

Культура и спорт
| Наименование, номер и тип учреждения     | Местонахождение             | Подчинённость                                    |
| ---------------------------------------- | --------------------------- | ------------------------------------------------ |
| Оздоровительный лагерь «Серёжа»          | Вадский район, село Костино | НИИ измерительных систем                         |
| Оздоровительный лагерь «Ласточка»        | -                           | ООО «Газпром трансгаз Нижний Новгород»           |
| Оздоровительный лагерь «Связист»         | -                           | Филиал ФГУП «Почта России» по Нижегородской обл. |
| Оздоровительный лагерь «Лесная крепость» | -                           | ООО «Автопровод»                                 |
| Турбаза «Сокол»                          | -                           | ОАО «Теплообменник».                             |

Постановлением Законодательного собрания
Нижегородской области № 22 от 21.02.95 г утверждён перечень памятников истории и культуры Вадского района.
| Наименование объекта                                                                       | Местоположение         |
| ------------------------------------------------------------------------------------------ | ---------------------- |
| Крестовоздвиженская церковь                                                                | село Анненково         |
| Троицкая церковь                                                                           | село Борисово Поле     |
| Никольская церковь                                                                         | село Вазьян            |
| Ансамбль Воскресенской церкви: Воскресенская церковь, колокольня, церковь Козьмы и Дамиана | село Дубенское         |
| Богородицкая церковь                                                                       | село Дубенское         |
| Колокольня Спасо-Зеленогорского монастыря                                                  | село Зелёные Горы      |
| Ансамбль Троицкой церкви: Троицкая церковь, колокольня, Христорождественская церковь       | село Крутой Майдан     |
| Усадьба Нейдгардтов: главный дом, флигель, хозяйственная постройка, парк                   | п. совхоза «Новый Мир» |
| Церковь                                                                                    | село Петлино           |
| Троицкая церковь                                                                           | село Холостой Майдан   |

В селе Стрелке возле разрушенной Вознесенской церкви ведётся строительство часовни.

## Лечебные учреждения
| Наименование, номер и тип учреждения                            | Местонахождение                  |
| --------------------------------------------------------------- | -------------------------------- |
| Муниципальное лечебно-профилактическое учреждение «Вадская ЦРБ» | село Вад, улица Больничная       |
| Противотуберкулёзный санаторий «Бобыльский»                     | село Вад, санаторий «Бобыльский» |
| Фельдшерско-аккушерские медпункты: 1. Стрельский                | Стрелка                          |
| 2. Щедровский                                                   | село Щедровка                    |
| 3. Крутомайданский                                              | село Крутой Майдан               |
| 4. Салалейский                                                  | село Салалеи                     |
| 5. Борисопольский                                               | село Борисово Поле               |
| 6. Свободинский                                                 | село Свобода                     |
| 7. Зеленогорский                                                | село Зелёные Горы                |
| 8. Елховский                                                    | село Елховка                     |
| 9. Ивашкинский                                                  | село Ивашкино                    |
| 10. Холостомайданский                                           | село Холостой Майдан             |
| 11. Петлинский                                                  | село Петлино                     |
| 12. Дубенский                                                   | село Дубенское                   |
| 13. Умайский                                                    | село Умаи                        |
| 14. Новомирский                                                 | село Новый Мир                   |
| 15. Равенсткий                                                  | село Равенство                   |
| 16. Меленинский                                                 | село Меленино                    |
| 17. Лопатинский                                                 | село Лопатино                    |
| 18. Карьерский                                                  | село Анненковский Карьер         |

## Люди, связанные с районом
В районе родились
- Гарнов, Александр Васильевич (1895 — пропал без вести в 1941) — советский военный деятель, Генерал-майор (1940 год).
- Поющев, Алексей Иванович (1923—1944) — Герой Советского Союза, капитан.
- Старунин, Александр Иванович (1895 — 19??) — советский военный деятель, полковник (1938 год).
- Кусакин Алексей Фёдорович (17 марта 1908 — 6 сентября 1997) — советский архитектор, лауреат премии Совета министров СССР (1981). Почётный гражданин города Дзержинска (1996). Главный архитектор города Дзержинска (1940—1958), главный архитектор города Горький.

## Памятники природы
Государственным памятником природы областного значения является дубрава около села Зелёные Горы. Это участок плакорной дубравы снытевой. Первый ярус древостоя в ней образован дубом, берёзой, осиной. Возраст деревьев первого яруса от 70 до 100 лет, диаметр стволов 25—50 см. Во втором ярусе преобладает липа, встречаются также клён платановидный, осина, берёза, ясень, единичный дуб. Высота деревьев второго яруса 12—18 метров, возраст от 30 до 50 лет, диаметр стволов от 8 до 20 сантиметров. В подросте доминирует липа, встречаются клён платановидный, единично берёза и осина. Высота подроста 1—8 метров. Подлесок образован преимущественно лещиной обыкновенной, также здесь встречаются жимолость лесная, рябина обыкновенная, единично бересклет бородавчатый и черемуха обыкновенная. В травяно-кустарничковом ярусе преобладает сныть обыкновенная, также встречаются пролесник многолетний, бор развесистый, медуница неясная, копытень европейский и множество трав.